# Гайдученко, Сергей Сергеевич
Сергей Сергеевич Гайдученко (укр. Сергій Сергійович Гайдученко; 6 июня 1989, Киев) — российско-украинский хоккеист, вратарь. Воспитанник ярославского хоккея.

## Карьера
Сергей Гайдученко начал свою профессиональную карьеру в 2007 году в составе новокузнецкого «Металлурга».В том же году на драфте НХЛ он был выбран в 7 раунде под общим 202 номером клубом «Флорида Пантерз». В том сезоне Гайдученко стал финалистом Кубка Гагарина. В следующем году Сергей принял участие в 20 играх ярославцев, выступая в команде вместе с Георгием Гелашвили.
4 июля 2010 года Гайдученко подписал двухлетний контракт с московским ЦСКА, в составе которого в сезоне 2010/11 играл вместе со Стивом Валикеттом, проведя 23 игры. Также в том сезоне Сергей стал обладателем Кубка Харламова в составе клуба «Красная армия».
В сезоне 2011/12, в котором Гайдученко вновь играл в ЦСКА, на этот раз вместе с Растиславом Станей, провёл 15 игр. 21 мая 2012 года стало известно о том, что Сергей покинул ЦСКА и вернулся в ярославский «Локомотив», однако уже 15 июня Гайдученко официально стал игроком новосибирской «Сибири», заключив с клубом двухлетнее соглашение.

### В сборной
Изначально украинская федерация хоккея предлагала Гайдученко выступать за сборную Украины, однако он каждый раз отказывался, мотивируя это своим желанием играть за российскую сборную. Получил российский паспорт в 2005 году, однако по правилам ИИХФ не имел права выступать за сборную России до 24 июня 2008 года. Тем не менее, Гайдученко играл за юниорскую сборную страны в турнирах, проводящихся не под эгидой ИИХФ. В 2011 году вёл переговоры с Федерацией хоккея Украины относительно его участия в чемпионате мира в первом дивизионе, однако на турнире так и не сыграл.
В апреле 2014 года дал согласие на своё участие в чемпионате мира, тем самым сыграв за сборную Украины.

## Достижения
- Финалист Суперлиги 2008
- Финалист Кубка Гагарина 2009.
- Обладатель Кубка Харламова 2011.

## Статистика выступлений
Последнее обновление: 3 января 2014 года
| Сезон           | Команда         | Лига            | Игр | М    | ПШ  | «0» | КН   |
| --------------- | --------------- | --------------- | --- | ---- | --- | --- | ---- |
| 2006/07         | Локомотив-2     | Первая лига     | 23  |      | 57  |     |      |
| 2007/08         | Металлург Нк    | Суперлига       | 11  | 555  | 27  |     | 2.92 |
| 2007/08         | Металлург Нк-2  | Первая лига     | 2   |      | 5   |     |      |
| 2008/09         | Локомотив       | КХЛ             | 3   | 185  | 5   | 0   | 1.62 |
| 2009/10         | Локомотив       | КХЛ             | 20  | 1091 | 44  | 0   | 2.42 |
| 2009/10         | Локо            | МХЛ             | 3   | 77   | 5   | 0   | 3.90 |
| 2010/11         | ЦСКА            | КХЛ             | 23  | 1201 | 58  | 1   | 2.90 |
| 2010/11         | Красная армия   | МХЛ             | 22  | 1205 | 49  | 3   | 2.44 |
| 2011/12         | ЦСКА            | КХЛ             | 15  | 728  | 37  | 0   | 3.05 |
| 2012/13         | Сибирь          | КХЛ             | 20  | 994  | 41  | 1   | 2.47 |
| 2013/14         | Сибирь          | КХЛ             | 8   | 438  | 25  | 0   | 3.42 |
| Всего в КХЛ     | Всего в КХЛ     | Всего в КХЛ     | 89  | 4637 | 210 | 2   | 2.71 |
| Всего в карьере | Всего в карьере | Всего в карьере | 150 |      | 353 |     |      |